# کارتون نت‌ورک
کارتون نت‌ورک (به انگلیسی: Cartoon Network) با نشان اختصاری CN که تحت نظر شرکت کارتون نت‌ورک اداره می‌شود یک شبکهٔ تلویزیونی کابلی آمریکایی است که مالک آن شرکت پخش ترنر یکی از شرکت‌های اصلی پویانمایی است. این شبکه در ۱۱ اکتبر سال ۱۹۹۲ و پس از آنکه شرکت ترنر استادیوی پویانمایی هانا-باربرا را در سال ۱۹۹۱ خریداری کرد به راه افتاد. این شبکه در حال حاضر در بیش از ۲۰۰ کشور بالغ بر ۳۶۰ میلیون بیننده دارد.
از معروف‌ترین انیمیشن‌های این شبکه می‌توان به مجموعه‌های لونی تونز، سه خرس ساده‌لوح، بن ۱۰، تایتان‌های نوجوان (مجموعه تلویزیونی)، بتمن (انیمیشن سریالی)، وقت ماجراجویی، دنیای شگفت انگیز گامبال و لگو نينجاگو  پاور پاف گرلز اشاره کرد که در روز سه بار پخش می‌شود.

## شبکه های دیگر

### کارتون نت ورک ترکیه
شبکه کارتون یک شبکه تلویزیونی ترکیه ای است که عمدتا کارتون پخش می کند.  این در ۲۸ ژانویه ۲۰۰۸ راه اندازی شد و تحت لیسانس برادران وارنر دیسکاوری بین المللی متعلق به هلدینگ دمیرورن است.

### کارتون نت‌ورک (عربی)
شبکه کارتون عربستان (به عربی: کرتون نتورک بالعربیة) یک کانال تلویزیونی پان عربی رایگان برای کودکان است که برای مخاطبان عرب در خاورمیانه و شمال آفریقا پخش می شود.  
این یکی از دو نسخه عربی زبان اصلی Cartoon Network است، دیگری یک کانال تلویزیونی پولی در beIN و ارائه دهندگان اضافی به نام Cartoon Network MENA است که به دو زبان انگلیسی و عربی در دسترس است